# Kåre Willoch
Kåre Isaachsen Willoch (Oslo, 3 oktober 1928 – Ullern, 6 december 2021) was een Noors conservatief politicus. Hij diende als premier van Noorwegen van 1981 tot 1986.

## Politieke loopbaan
Willoch was van 1957 tot 1989 voor de partij Høyre lid van het Noorse parlement. In 1963 en in 1965–1970 was hij minister van handel. In 1970–1974 was hij voorzitter van zijn partij. In 1981–1986 was hij premier van Noorwegen als opvolger van Gro Harlem Brundtland.
Tijdens zijn ambtsperiode vonden enkele belangrijke hervormingen plaats, die een breuk vormden met het sociaaldemocratisch beleid van de Arbeiderpartiet tot dan toe:
- opheffing van het overheidsmonopolie op radio en televisie,
- einde van de overheidsbemoeienis op de kredietmarkten, waardoor bedrijven en particulieren gemakkelijker toegang tot krediet kregen,
- vermindering van de beperkingen op de eigendom en de verkoop van onroerend goed,
- vermindering van de beperkingen op detailhandel, in verband met de openingsuren,
- maatregelen ter verhoging van da ardolieopbrengsten om de Noorse economie te versterken.

In 1986 verloor hij de verkiezingen en volgde Gro Harlem Brundtland hem weer op. Van 1989 tot 1998 was hij gouverneur van Oslo en de provincie Akershus en daarna tot 2000 voorzitter van de staatsomroep Norsk Rikskringkasting.

## Overlijden
Op 6 december 2021 overleed Willoch thuis op 93-jarige leeftijd.
- Bibsys: 90123224
- Bibliothèque nationale de France: cb122010210 (data)
- Gemeinsame Normdatei: 11890275X
- International Standard Name Identifier: 0000 0000 7831 6057
- KulturNav: e2f62670-cde4-48c6-b005-651f2214bfc5
- Library of Congress Control Number: n79082009
- Système universitaire de documentation: 030633214
- Virtual International Authority File: 22188764
- WorldCat: E39PBJfmrXJcgctrb34YFhqqQq